# Matthäus Gundelach

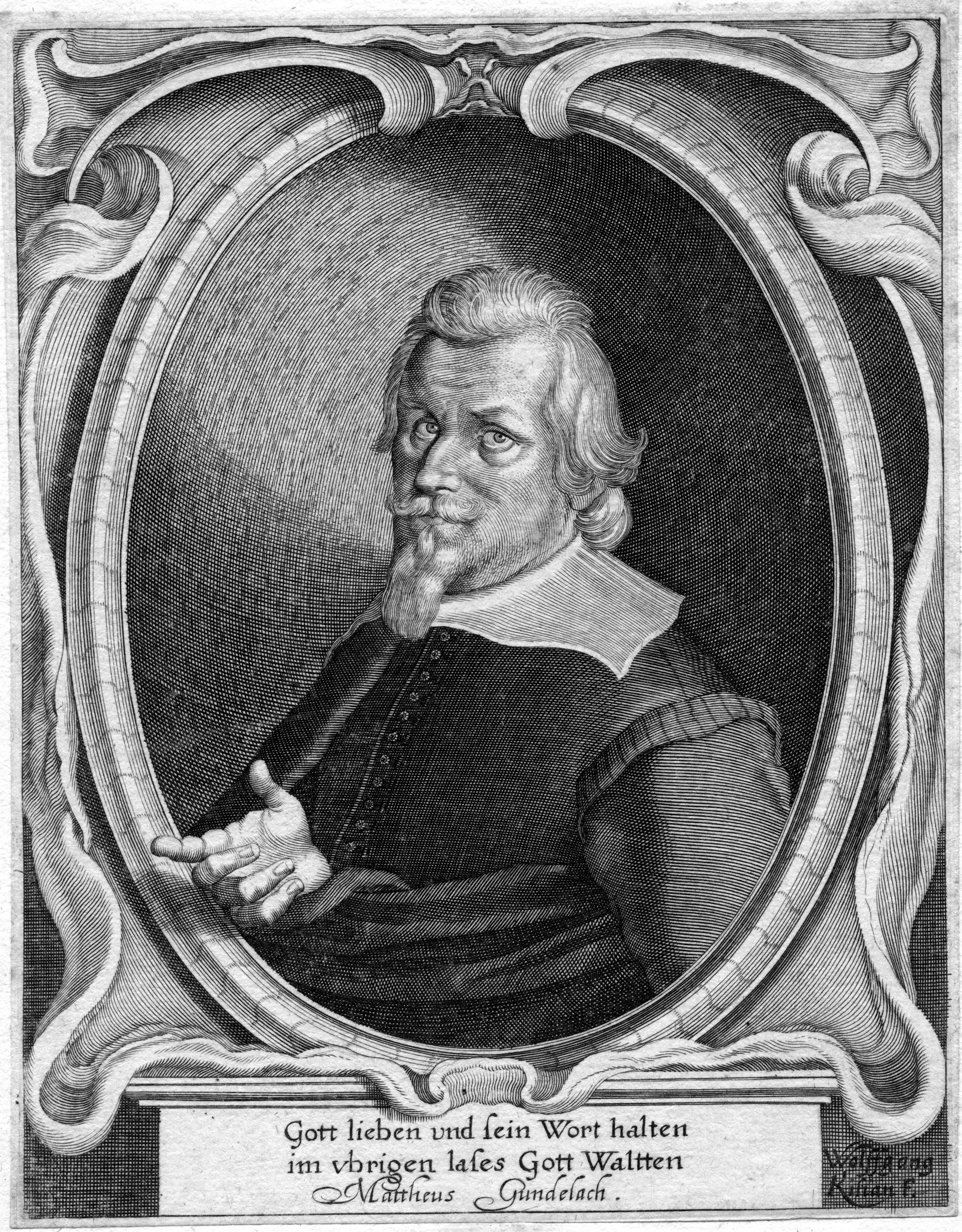

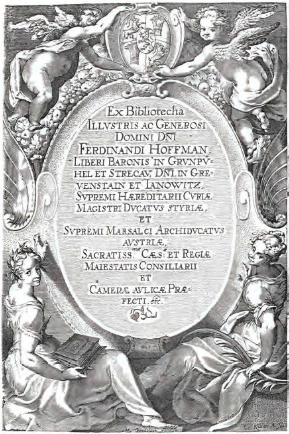
Kupferstich für Exlibris von Gundlach und Kilian (Stecher)

Matthäus Gundelach, auch Gondolach, Gundlach (* 1566 in Großalmerode; † 1653 in Augsburg) war ein deutscher Maler und Graphiker am Hof Kaiser Rudolfs II.

## Leben
Gundelach stammte aus der Gläsnerfamilie Gundelach in Großalmerode, Werra-Meißner-Kreis. Im Jahre 1593 kam er nach Prag. Zwischen 1609 und 1612 war er als Kammermaler Rudolfs II. in der Prager Burg tätig. Nach dem Tode Rudolfs II. arbeitete Gundelach in Böhmen im Dienst der Familie Fürstenberg. In deren Auftrag schuf Matthäus Gundelach auch Werke im Kerngebiet der Fürstenberger. Beispielhaft sei hier die Stadt Haslach im Schwarzwald genannt, welche unter den Fürstenbergern seit dem Mittelalter zu einem Zentrum des Bergbaus aufgestiegen war. Dort gehen die beiden Gemälde „Verkündigung“ und „Marienkrönung“ am barocken Hochaltar in der Klosterkirche des Kapuzinerklosters St. Christophorus auf Gundelach zurück. Beide entstanden um das Jahr 1614.
Ab 1617 war Gundelach Mitglied der Malerzeche in Augsburg.
Matthäus Gundelach war verheiratet mit Regina Gundelach, geb. Gretzinger, verwitwete Heintz. Joseph Heintz der Jüngere (ca. 1600–1678), Sohn des Joseph Heintz der Ältere, war sein Ziehsohn und Lehrjunge. Dieser lebte spätestens seit 1625 in Venedig. Von ihm sind vor allem venezianische Veduten erhalten.